# Ravageurs de l'olivier
Liste non exhaustive des ravageurs de l'olivier (Olea europaea L. subsp. europaea).

## Insectes
Diverses espèces d'insectes attaquent les oliviers cultivés, parmi lesquelles la mouche de l'olive est la plus importante sur le plan économique.

### Diptères

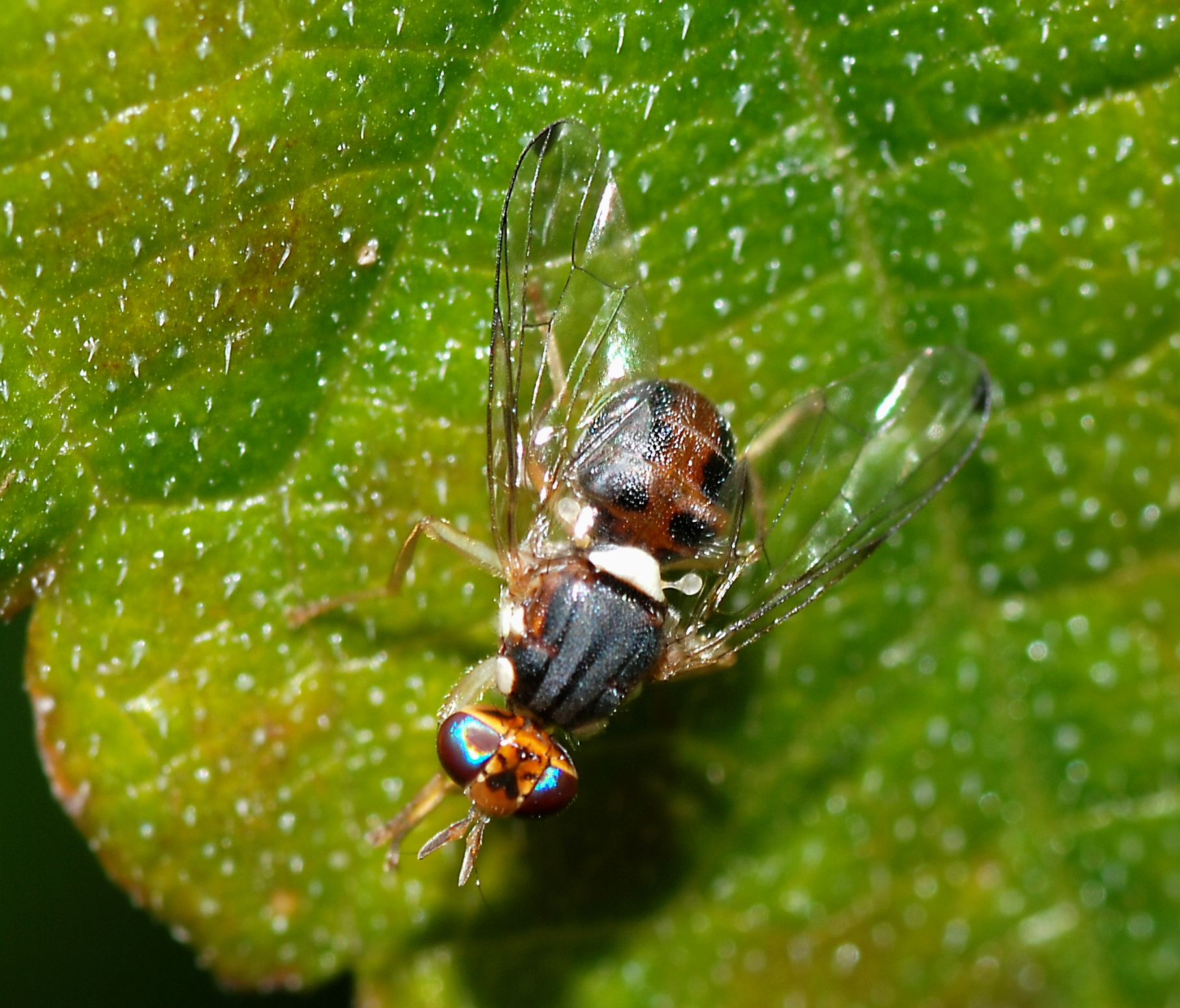
Mouche de l'olive.

- Bactrocera oleae (mouche de l'olive),
- Resseliella oleisuga (cécidomyie des écorces de l'olivier),
- Prolasioptera berlesiana (cécidomyie des olives).

### Coléoptères

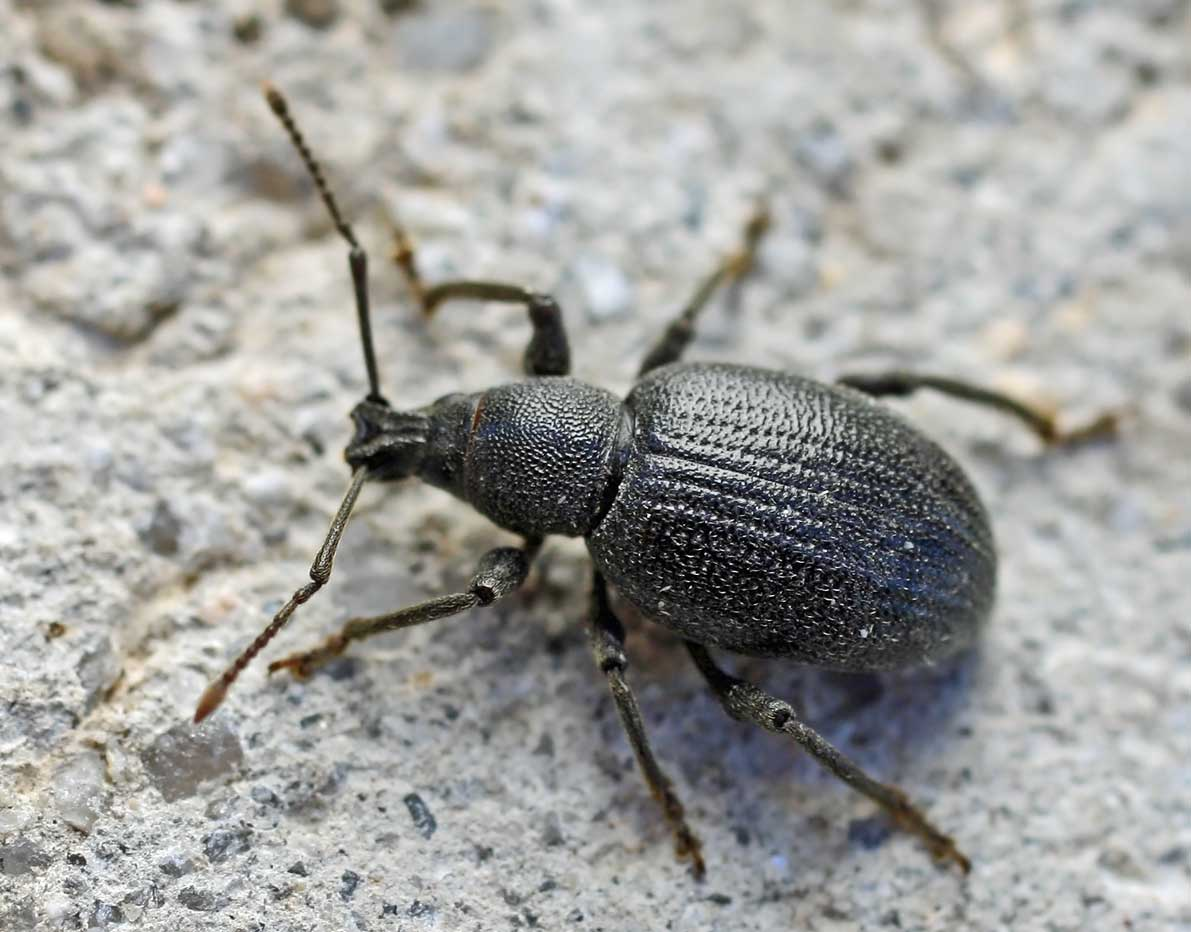
Otiorhynque de l'olivier.

- Phloeotribus scarabaeoides (scolyte de l'olivier),
- Hylesinus oleiperda (hylésine de l'olivier),
- Leperesinus varius  (hylésine variable),
- Zeuzera pyrina (zeuzère du poirier),
- Cionus fraxini (charançon du frêne),
- Otiorhyncus cribricolis (otiorhynque de l'olivier),
- Otiorhynchus sulcatus (otiorhynque de la vigne),
- Melalgus confertus (Bostrichidae) Californie.

### Hémiptères

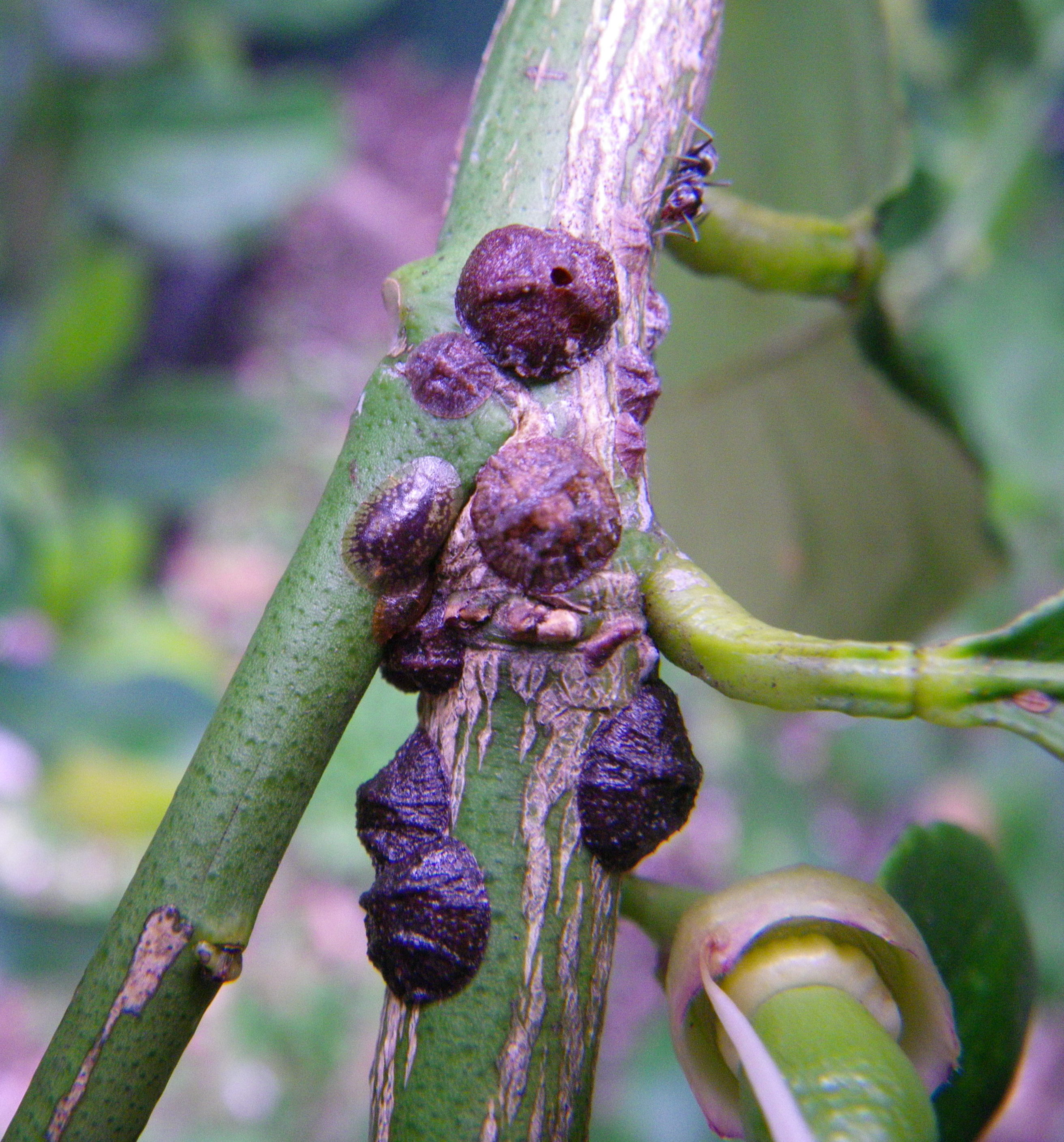
Cochenilles noires de l'olivier.

- Saissetia oleae (cochenille noire de l'olivier),
- Parlatoria oleae (cochenille violette de l'olivier),
- Aspidiotus nerii (cochenille du laurier rose),
- Lepidosaphes ulmi (cochenille virgule du pommier),
- Aspidiotus  hederae (cochenille à bouclier du lierre),
- Aonidiella aurantii (pou rouge de Californie) Californie,
- Euphyllura olivina (psylle de l'olivier),
- Aleurolobus olivinus (aleurode noir de l'olivier[1] ),
- Froggattia olivinia Olive lace bug (punaise de l'olivier), espèce endémique d'Australie),
- Cytosoma schmeltz bladder cicada  (cidadelle), Australie),
- Froggattia olivinia Olive lace bug (punaise), Australie)

- Hemiberlesia rapax  (cochenille, Califormie),
- Hemiberlesia lataniae  (cochenille, Califormie).

### Lépidoptères
- Prays oleae (teigne de l'olivier),
- Margonia unionalis = Palpita vitrealis (pyrale du jasmin),
- Euzophera pinguis (pyrale des troncs de l'olivier),
- Gymnoscelis rufifasciata (phalène de l'olivier),
- Metriochroa latifoliella= Oecophyllembius neglectus) (mineuse des feuilles de l’olivier),
- Epiphyas postvittana (tordeuse), Australie.

### Thysanoptères
- Liothrips oleae (thrips de l'olivier),
- Frankliniella occidentalis (thrips californien), Californie.

## Arachnides
- Oxyenus maxwelli (acarien de l'olivier, Eriophyidae), Californie.